# Матилда фон Брауншвайг-Люнебург
Вижте пояснителната страница за други личности с името Матилда фон Брауншвайг-Люнебург.
Матилда (Мехтхилд) фон Брауншвайг-Люнебург (на немски: Mathilde von Braunschweig, Mechtild von Braunschweig-Lüneburg; † 25 август или 1 декември 1295 или 1297) от фамилията Велфи е чрез женитба първата княгиня на Анхалт-Ашерслебен, от 1266 г. регентка и от 1275 г. абатиса на манастир Гернроде.
Тя е най-възрастната дъщеря на херцог Ото Детето (1204–1252), първият херцог на Брауншвайг-Люнебург, и съпругата му Матилда фон Бранденбург (1210–1261), дъщеря на Албрехт II, маркграф на Бранденбург. Тя е праправнучка на император Лотар III фон Суплинбург.
Матилда се омъжва на 18 май 1245 г. за Хайнрих II фон Анхалт (1215–1266) от род Аскани, от 1252 г. първият княз на Анхалт-Ашерслебен. Те имат две деца:
- Ото I († 1304), княз на Анхалт-Ашерслебен
- Хайнрих III († 10 ноември 1307), княз на Анхалт-Ашерслебен от 1266 до 1283 г. и от 1305 г. архиепископ на Магдебург

След смъртта на съпруга ѝ през 1266 г. тя е регентка за синовете си и от 1275 г. до смъртта си абатиса на манастир Гернроде в Кведлинбург.